# Тигры полосатые
«Тигры полосатые» — советский мультипликационный фильм 1969 года.

## Сюжет
Комедийный мультфильм о том, как тигры на арене дрессируют дрессировщика.

## Создатели
- Авторы сценария — Феликс Камов, Александр Курляндский, Аркадий Хайт, Эдуард Успенский

- Режиссёры и художники-постановщики — Валентин Подпомогов, Рафаэль Бабаян.

- Композитор — Роберт Амирханян

- Оператор — Александр Кюрдиан

- Звукооператор — Юрий Саядян

- Художники–мультипликаторы — Владимир Аброян, Александр Григорян, Геннадий Григорян, Андрей Нерсесян, Валентина Чижова, Олег Думбадзе

## Критика
Мультфильм положительно оценён советскими критиками. Лента использует в своих выразительных средствах традиции армянской живописи — прежде всего, Мартироса Сарьяна.